# Złota (gmina)
Złota – gmina wiejska w województwie świętokrzyskim, w powiecie pińczowskim. W latach 1975–1998 gmina położona była w województwie kieleckim.
Siedziba gminy to Złota.
Według danych z 30 czerwca 2004 gminę zamieszkiwało 4939 osób.
1 kwietnia 1928 z gminy Złota wyłączono wieś i folwark Jurków, włączając je do gminy Chotel.

## Struktura powierzchni
Według danych z roku 2002 gmina Złota ma obszar 81,7 km², w tym:
- użytki rolne: 79%
- użytki leśne: 13%

Gmina stanowi 13,36% powierzchni powiatu.

## Demografia

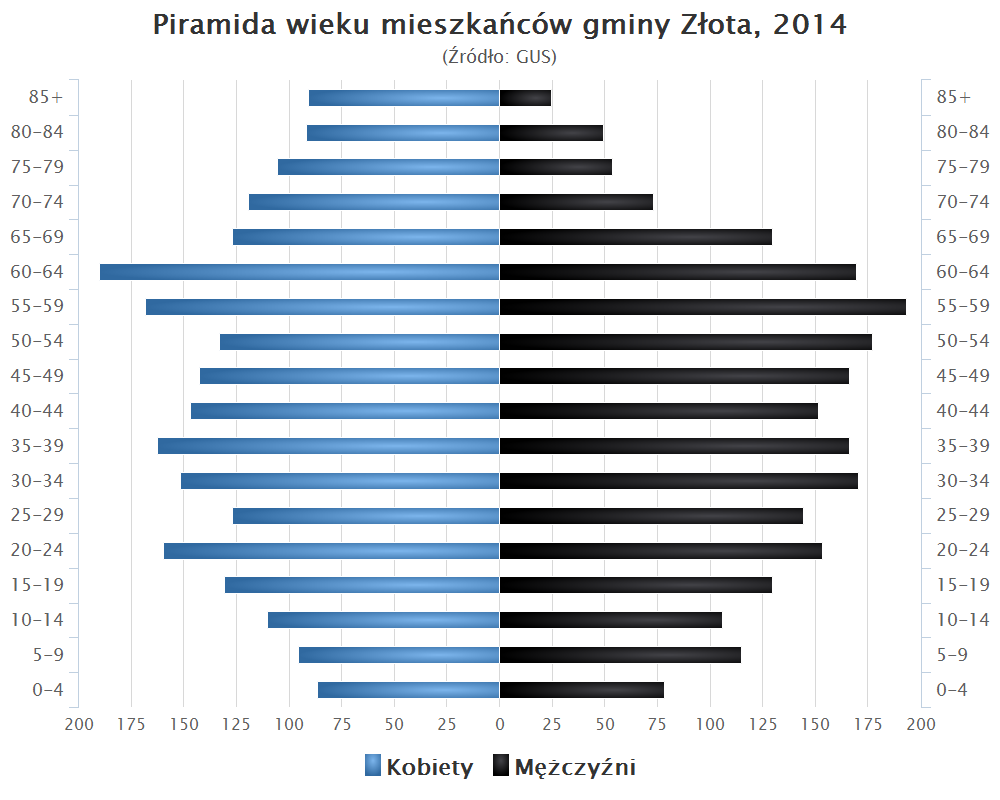
Piramida wieku mieszkańców gminy Złota w 2014 roku

Dane z 30 czerwca 2004:
| Opis                              | Ogółem | Ogółem | Kobiety | Kobiety | Mężczyźni | Mężczyźni |
| --------------------------------- | ------ | ------ | ------- | ------- | --------- | --------- |
| jednostka                         | osób   | %      | osób    | %       | osób      | %         |
| populacja                         | 4939   | 100    | 2520    | 51      | 2419      | 49        |
| gęstość zaludnienia (mieszk./km²) | 60,5   | 60,5   | 30,8    | 30,8    | 29,6      | 29,6      |

## Sołectwa
Biskupice, Chroberz, Kostrzeszyn, Miernów, Niegosławice, Nieprowice, Pełczyska, Probołowice, Rudawa, Stawiszyce, Wojsławice, Wola Chroberska, Złota, Żurawniki

## Sąsiednie gminy
Czarnocin, Pińczów, Wiślica